# Холденхерст
Холденхерст (англ. Holdenhurst) — небольшая изолированная деревня расположена на северо-востоке Англии в пригороде Борнмута. Деревня состоит из менее чем 30 домов, двух ферм и приходской церкви. В деревне нет магазинов и почти нет местных объектов культурно-массового досуга.